# Chris Seefried
Chris Seefried (né le 20 octobre 1966 à New York) est un compositeur de musique américain.

Il est notamment connu pour avoir composé certaines plages musicales de séries télé américaines célèbres :

## Filmographie
- 1992 : Melrose Place
- 1996 : Nash Bridges
- 1999 : Roswell
- 2004 : Lost : Les Disparus

## Site Officiel
Le site officiel de Chris Seefried